# Полл, Макс
Макс Полл (фр. Max Fernand Leon Poll; 1908—1991) — бельгийский ихтиолог, специализировавшийся на цихловых.
В 1946 и 1947 годах он организовал экспедицию к озеру Танганьика.
Он описал несколько видов Pseudocrenilabrinae, такие как Lamprologus signatus, Steatocranus casuarius, Neolamprologus brichardi и Neolamprologus pulcher.
В честь него названы такие таксоны, как Etmopterus polli, Merluccius polli, Pollichthys, Polyipnus polli, Microsynodontis polli и Synodontis polli.
Он был членом Бельгийской Королевской Академии наук, литературы и изящных искусств, профессором в Брюссельском свободном университете и хранителем Королевского музея Центральной Африки в Тервюрене. Он был почётным членом Американского общества ихтиологов и герпетологов.